# The Biter Bit
The Biter Bit je britský němý film z roku 1899. Režisérem je James Bamforth (1841–1911). Film trvá zhruba jednu minutu a premiéru měl v prosinci 1899.
Film je remakem snímku Pokropený kropič z roku 1895.

## Děj
Zahradník zalévá v parku rostliny. Za ním se potichu přiblíží mladík, který mu rukou zastaví přívod vody. Když zahradník zkoumá hadici, mladík uvolní vodu, čímž zahradníkovi postříká obličej. Zahradník si všimne výtržníka, začne ho kolem stromu nahánět a když ho chytne, postříká ho hadicí. Výtržníkovi se ale na závěr podaří z místa činu utéct.